# Начелник Генералштаба Војске Републике Српске
Начелник Генералштаба Војске Републике Српске, скраћено НГШ ВРС, јесте генерал који се налазио на челу Генералштаба Војске Републике Српске. На мјесту начелника се налазило шест официра, са чином генерал-потпуковника, генерал-пуковника и генерал-мајора.

## Дјелокруг
Начелник Генералштаба Војске Републике Српске у складу са наредбама и упутствима министра одбране:
- утврђује организацију, план развоја и формацију команди и јединица Војске;
- предлаже план попуне резервног састава и попуне Војске и бројни распоред војника у Војсци;
- доноси програме и упутства о обуци Војске;
- утврђује планове школовања и усавршавања професионалних и резервних војних старешина;
- припрема стручне анализе, ставове и предлоге министру одбране;
- обавља и друге послове утврђене законом.

Начелник Генералштаба и старјешине Војске Републике Српске командовао је и руководио Војском Републике Српске у складу са законом и актима командовања претпостављених.

## Начелници Генералштаба
| Слика | Име           | Чин                 | Вријеме службовања               | Напомена                                  |
| ----- | ------------- | ------------------- | -------------------------------- | ----------------------------------------- |
|       | Ратко Младић  | генерал-пуковник    | 1992—1996.                       | први начелник („командант Главног штаба”) |
|       | Перо Чолић    | генерал-мајор       | 1996—1998.                       |                                           |
|       | Момир Талић   | генерал-пуковник    | 6. марта 1998 — 1999.            |                                           |
|       | Новица Симић  | генерал-пуковник    | 1999—2002.                       |                                           |
|       | Цвјетко Савић | генерал-потпуковник | 26. март 2003. — 16. април 2004. |                                           |
|       | Новак Ђукић   | генерал-мајор       | 2004. — 3. јун 2005.             | посљедњи начелник                         |